# M520 Goer
Caterpillar GOER (Go-ability with Overall Economy and Reliability) var en serie av fyra fordons-varianter som alla var byggda med samma principer. Förarplatsen och motorn fanns i den förliga delen, som via en rörlig led var sammankopplad med lastdelen. M520 tog i bruk 1971 i Vietnamkriget och användes tills den ersattes av terränglastbilen HEMTT.

## Historia
I mitten av 1950-talet letade USA:s armé efter ett nytt fordon som skulle kunna transportera tunga laster i tuff terräng. Flera olika företag lämnade in förslag, och det var Caterpillar som gick segrande ur striden. Deras tanke var att dela upp bilen i två delar som var sammankopplade med en rörlig led. Istället för konventionell styrning, då man vrider på framhjulen, svängde man då genom att vrida på hela den förliga delen av fordonet. De stora hjulen med lågt lufttryck monterades utan stötdämpning fast direkt i karossen. För att få fordonet att ändå kunna följa marken möjliggjorde den rörliga axeln rörelser inte bara i vertikal led, utan även runt fordonets egen horisontella axel.
De första prototyperna levererades 1961 och började testas i Västtyskland 1964 och i Vietnam 1966. Först 1971 fick Caterpillar det slutgiltiga tillverkningskontraktet på 1300 fordon: 812 st M520 lastbilar, 371 st M559 tankbilar och 117 st M553 bärgningsfordon. Vissa fordon av lastverionen försågs sedermera med en lyftkran på lastflaket och fick den egna beteckningen M877. Produktionen av GOER startade 1972 och pågick till och med juni 1976.